# Silikatfärg

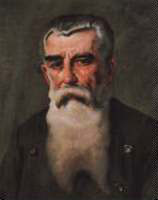
Adolf Wilhelm Keim

Silikatfärg är en vattenburen färg med ett mineraliskt (oorganiskt) bindemedel som utgörs av vattenglas, och kallas därför ibland också vattenglasfärg. Vattenglas är beteckning på både kaliumsilikat och natriumsilikat, med det är i stort sett bara det förra, kalivattenglas, som används som bindemedel i silikatfärger.
Silikatfärg är en ren industriprodukt, utvecklad under andra hälften av 1800-talet av den tyske kemisten Adolf Wilhelm Keim. När silikatfärgen introducerades var det framför allt som konstnärsfärg. Man efterliknade den traditionella kalkmålningens yta och flera stora konstnärer har utfört väggmålningar med silikatfärg.
I Tyskland användes silikatfärgen också tidigt i byggnadsmåleriet, som ett alternativ till kalkfärg på putsade fasader. I Sverige var den länge ovanlig men blev vanligare under 1900-talets senare del, då ofta för målning av betong.
Silikatfärg lämpar sig för relativt starka mineraliska underlag som till exempel tegel, betong, cement- och kalkcementputser. Vad gäller kalkputs råder det delade meningar om silikatfärgens lämplighet, där vissa leverantörer menar att det hårda färgskiktet riskerar att spräcka sönder den relativt svaga putsen. Färgen binder kemiskt till det mineraliska underlaget och ger då ett tåligt färgskikt. Den är motståndskraftig mot både syror och UV-strålning. Silkatfärgen är alkalisk och kan därför bara pigmenteras med alkalibeständiga (kalkäkta) pigment. I jämförelse med kalkfärg kan den ge starkare och mörkare kulörer eftersom silikatfärgen inte innehåller några vita partiklar.

## Olika typer
Ren silikatfärg innehåller 100% oorganiskt material och levereras i två komponenter som hälls ihop strax innan målning och måste användas inom kort tid. Den ena komponenten innehåller själva färgen tillsammans med vissa mineraler medan den andra är härdningsmedlet, fixativet. Hur detta görs, beror på i vilken form komponenterna levereras. I vissa fall börjar färgen härda snabbt och måste användas omedelbart efter blandningen, i andra fall bör färgkomponenten i form av torrpulver blandas med fixativet ett dygn före användning.
I så kallad dispersionssilikat har man tillsatt organiskt material för att ändra egenskaperna på färgen så att den kan levereras bruksfärdig, vilket förenklar för konsumenten. Det gör också att man kan blanda kulörer direkt i brytmaskiner hos färghandlaren och att man inte behöver använda all färg på en gång. Färgen ska enligt DIN ha högst 5 % organiskt material för att fortfarande klassas som silikatfärg, men det har visat sig att flera producenter ändå tillsatt högre andelar, med andra egenskaper för färgen som resultat.
En nyare typ är sol-silikatfärg, som även innehåller en kiselsol, en suspension av små kiselkristaller. Den har ett bredare användningsområde, då den, utöver den vanliga användningen, även kan målas direkt på organiskt material. Även sol-silikatfärg kan, med tillsats av högst 5 % organiskt material, beredas som dispersionssilikatfärg.